# Majestic Theatre (Columbus Circle)
Il Majestic Theatre era un teatro situato al n. 5 di Columbus Circle, l'attuale sede del Time Warner Center a Manhattan, New York.

## Storia
Progettato nel 1903 da John H. Duncan, l'architetto della Tomba di Grant, fu costruito in un momento in cui Columbus Circle avrebbe dovuto diventare un quartiere di teatri. Inizialmente il teatro, che ospitava circa 1.355 posti a sedere presentava musical e operette originali, tra cui Il mago di Oz e Babes in Toyland e alcune rappresentazioni teatrali. Fu ribattezzato Park Theatre nel 1911, aprendo con The Quaker Girl e presentò nuovamente spettacoli, musical e operette. Gli Shubert, Florenz Ziegfeld e Billy Minsky, in successione, furono proprietari del teatro, ma non vi trovarono successo. Nel 1925 fu acquistato da William Randolph Hearst, ribattezzato Cosmopolitan Theatre, e riprodusse film e spettacoli teatrali dal vivo. Durante quel periodo fu utilizzato come teatro, il suo nome fu modificato per includere International Theatre.
Nel 1949 la NBC affittò il teatro e lo trasformò in uno studio televisivo ribattezzato NBC International Theatre, con l'Admiral Broadway Revue che fu uno dei primi programmi televisivi trasmessi da questo locale. Nel 1953 la sala ospitò una parte del Premi Oscar 1953, che fu il primo Academy Awards ad essere trasmesso, nonché il primo ad essere trasmesso sia da New York che da Los Angeles.

## La demolizione
Il teatro fu demolito nel 1954 per consentire la presenza di marciapiedi più ampi di fronte al New York Coliseum, che a sua volta fu demolito per far posto al Time Warner Center nel 2000.